# Neckarsulm (stacja kolejowa)
Neckarsulm (niem: Bahnhof Neckarsulm) – stacja kolejowa w Neckarsulm, w kraju związkowym Badenia-Wirtembergia, w Niemczech. Według DB Station&Service ma kategorię 4. Znajduje się na linii Stuttgart – Würzburg, w obszarze sieci Heilbronner Hohenloher Haller Nahverkehr (HNV).

## Linie kolejowe
- Linia Stuttgart – Würzburg

## Połączenia
| Rodzaj pociągu | Trasa | Takt                                    |
| -------------- | --- | --------------------------------------- |
| IRE            | Stuttgart Hauptbahnhof – Heilbronn Hauptbahnhof – Neckarsulm – Bad Friedrichshall Hauptbahnhof – Möckmühl – Osterburken                                                 | jedna para pociągów w godzinach szczytu |
| RE             | Stuttgart Hbf – Ludwigsburg – Bietigheim-Bissingen – Heilbronn Hbf – Neckarsulm – Bad Friedrichshall Hbf – Möckmühl – Osterburken – Lauda – Würzburg Hauptbahnhof       | 120 min                                 |
| RE2            | Heilbronn Hbf – Neckarsulm – Bad Friedrichshall Hbf – Bad Wimpfen – Bad Rappenau – Sinsheim (Elsenz) Hbf – Meckesheim – Heidelberg Hauptbahnhof – Mannheim Hauptbahnhof | 120 min                                 |
| RE3            | Heilbronn Hbf – Neckarsulm – Bad Friedrichshall Hbf – Mosbach-Neckarelz – Eberbach – Heidelberg Hbf – Mannheim Hbf                                                      | 120 min                                 |
| RB             | Stuttgart Hbf – Ludwigsburg – Bietigheim-Bissingen – Lauffen (Neckar) – Heilbronn Hbf – Neckarsulm (– Bad Friedrichshall Hbf – Möckmühl – Osterburken)                  | 60 min                                  |
| RB             | Stuttgart Hbf – Ludwigsburg – Bietigheim-Bissingen – Lauffen (Neckar) – Heilbronn Hbf – Neckarsulm – Bad Friedrichshall Hbf – Mosbach-Neckarelz                         | pojedyncze pociągi                      |
| S41            | Heilbronn Hbf/Willy-Brandt-Platz – Neckarsulm – Bad Friedrichshall Hbf – Gundelsheim (Neckar) – Haßmersheim – Mosbach-Neckarelz – Mosbach (Baden)                       | 60 min                                  |
| S42            | Heilbronn Hbf/Willy-Brandt-Platz – Neckarsulm – Bad Friedrichshall Hbf – Bad Wimpfen – Bad Rappenau – Grombach – Steinsfurt – Sinsheim (Elsenz) Hbf                     | 30 min                                  |